# Wieśniak zdeprawowany
Wieśniak zdeprawowany (oryg. fr. Le Paysan perverti ou les Dangers de la ville) – powieść Nicolasa Edme'a Restifa de La Bretonne opublikowana po raz pierwszy w 1775.

## Okoliczności powstania utworu
Restif de la Bretonne napisał Wieśniaka zdeprawowanego w celach moralistycznych. Pragnął ukazać w powieści niebezpieczeństwo deprawacji, na jakie narażony jest młody człowiek z prowincji, przybyły do wielkiego miasta. Chociaż sam autor prowadził życie libertyna, na łamach utworu planował potępić taką postawę życiową. Materiału do powieści dostarczyły w dużej mierze osobiste doświadczenia autora: opisując przybycie bohaterów - Edmunda i Urszuli - do miasta, ich przyjęcie postawy libertyńskiej, upadek moralny i śmierć przedstawiał wspomnienia własne i dotyczące swojej siostry Genowefy, zmieniając jednak ich zakończenie.

## Treść
Wieśniak zdeprawowany utrzymany jest w konwencji powieści epistolarnej. Chłop imieniem Piotr we wstępie oznajmia, iż postanowił opublikować listy wymieniane przez jego rodzeństwo, Urszulę i Edmunda (między sobą oraz z innymi osobami), by ostrzec innych wieśniaków przed opuszczeniem wsi i zamieszkaniem w mieście, gdzie panuje libertynizm.
Edmund, potomek starej chłopskiej rodziny z miejscowości S. zostaje wysłany do miasta Au. na naukę w pracowni malarza Parangona. Na miejscu czyta książki z biblioteki rodzinnej Parangonów, oburza go protekcjonalne traktowanie chłopów przez mieszkańców miasta. Zakochuje się w pokojówce Tiennete, dziewczynie ze wsi, nieśmiałej i zahukanej; równocześnie imponuje mu wyniosła kuzynka pani Parangon, Manon, nie ma jednak odwagi nawiązać z nią znajomości. Pierwsze wątpliwości ogarniają go, gdy widzi Manon uprawiającą seks z panem Parangon. Pod wpływem kuzyna Manon, Gaudeta, i kordeliera-libertyna d'Arrasa, młodzieniec zaczyna poznawać postawę libertyńską. Nagle Manon zaczyna uwodzić Edmunda, twierdząc, że zakochała się w nim bez pamięci. Prawdę wyjawia Edmundowi pani Parangon, która informuje go, że dziewczyna zaszła w ciążę z jej mężem, prowadzącym rozwiązłe życie. Mimo wątpliwości Edmund ostatecznie ulega Manon, gdy ta uwodzi go w wyrafinowany sposób. Po ślubie żona wyjawia Edmundowi, w jaki sposób przestała być kobietą cnotliwą: pan Parangon dostarczał jej literaturę libertyńską, czyniąc z niej swoją kochankę. Manon jest wstrząśnięta, że okazała się niegodna czystej miłości wieśniaka, pragnie dla niego się zmienić. Jest jednak już za późno: Edmund, pozostając pod wpływem Gaudeta i d'Arrasa, sam stał się pozbawionym zasad moralnych rozpustnikiem. Zrozpaczona kobieta umiera.
Edmund wiąże się z panną Baron, znaną libertynką, mimo ostrzeżeń swojego brata Piotra; następnie uwodzi bez powodzenia panią Parangon, którą ostatecznie gwałci, czego następnie gorzko żałuje. Niemal natychmiast otrzymuje wiadomość, iż jego siostra Urszula, przebywająca w Paryżu, została porwana i zgwałcona przez markiza. Edmund pojedynkuje się z nim, wskutek czego arystokrata nabiera szacunku dla jego postawy i chce ożenić się z Urszulą. Nie zgadza się na to jednak jego rodzina.
Edmund zamieszkuje na stałe w Paryżu, utrzymując się z malowania. Zaczyna bywać w teatrach i operze, nawiązuje krótkotrwałe romanse z aktorkami. Szybko jednak zniechęca się do tych kobiet, utrzymujących stosunki z wieloma mężczyznami równocześnie. Za radą Gaudeta usiłuje uwieść młodą arystokratkę, żonę markiza, który niegdyś porwał Urszulę. Ich romans jest jednak krótkotrwały; kobieta jedynie bawi się wieśniakiem. Tymczasem Urszula, po krótkim okresie życia jako utrzymanka markiza, kończy kurs tańca, który umożliwia jej podjęcie pracy baletnicy operowej. Jej uroda pozwala jej zdobywać kolejnych adoratorów, z którymi nawiązuje romanse w zamian za drogie prezenty. Dziewczyna pada jednak ofiarą szulera, za sprawą którego ona i Edmund tracą wszystkie oszczędności. Zostaje prostytutką w podrzędnym domu publicznym; zarażona chorobą weneryczną, zostaje wykupiona przez panią Parangon.
Tymczasem jej brat jest coraz bardziej rozczarowany życiem; nie przynosi mu szczęścia romans z czternastoletnią Zefirą, kolejne miłostki oraz działalność artystyczna. Ostatecznie żeni się ze znacznie starszą, zamożną kobietą. Ta jednak nieoczekiwanie umiera, a Edmund i Gaudet zostają oskarżeni o jej otrucie. Gaudet popełnia samobójstwo, gdy zostaje skazany na śmierć; mąż zmarłej otrzymuje wyrok 9 lat galer.
W tym samym czasie Urszula, pod opieką pani Parangon, wraca do uczciwego życia. Odnajduje ją markiz, postanawiając ożenić się z nią, co ma być pokutą za libertyńskie postępowanie w przeszłości. Nie wie o tym Edmund; po powrocie z galer, widząc siostrę w towarzystwie arystokraty, zabija ją. Dowiedziawszy się, iż Urszula zmieniła swoje życie, zrozpaczony nie może znaleźć dla siebie miejsca. Po kilku latach włóczęgi ginie w wypadku ulicznym w Paryżu.
Wstrząśnięta losem obojga rodzina postanawia udaremnić podobny los ich krewnych: aby żaden inny wieśniak nie musiał wyjeżdżać do miasta, rodzina zakłada wiejską komunę, gdzie wszyscy pracują na wspólnej ziemi i dzielą się zyskami. Postępowanie mieszkańców komuny jest ściśle uregulowane, zaś całość oddzielona od świata zewnętrznego, aby nigdy nie przeniknęła do niej postawa libertyńska, jako źródło wszelkiego zła.

## Cechy utworu
Wieśniak zdeprawowany jest powieścią epistolarną, ukazującą losy Edmunda i Urszuli z różnych punktów widzenia. Chcąc jak najdokładniej ukazać negatywne konsekwencje libertynizmu, Restif de La Bretonne w drobiazgowy sposób opisywał życie prostytutek, aktorek i libertynów, chociaż nie zawarł w utworze żadnych scen jednoznacznie obscenicznych. Czytelnikiem miał wstrząsnąć obraz upadku moralnego człowieka, nie zaś sceny erotyczne.
Wiele fragmentów Wieśniaka... zawiera elementy analizy psychologicznej i w realistyczny sposób ukazuje refleksje i wahania Edmunda, a także jego przemianę z naiwnego i prostodusznego wieśniaka w lwa salonowego, pragnącego coraz to nowych wrażeń zmysłowych i znudzonego dotychczasowymi rozrywkami. Z kolei wypowiedzi Gaudeta stanowią skondensowany wykład światopoglądu libertyńskiego.

## Publikacja i recepcja utworu
Wieśniak zdeprawowany ukazał się drukiem w 1775, w czterech tomach, na własny koszt autora. Restif de la Bretonne przeznaczył na ten cel 1500 liwrów uzyskanych ze spadku po ojcu; do kroku tego był zmuszony przez fakt, że kilku kolejnych księgarzy odmówiło mu publikacji powieści, uznanej za zbyt realistycznie opisującą życie libertynów.
Dzieło było znacznym sukcesem czytelniczym i finansowym. Pierwsze wydanie Wieśniaka... rozeszło się w ciągu sześciu tygodni, przygotowane natychmiast drugie - w 20 dni. Powstał również szereg nielegalnych kopii i dystrybuowanych bez zgody autora przeróbek. Dzieło to zapewniło Restifowi de La Bretonne wysoką pozycję wśród współczesnych mu literatów, ugruntowało sławę, jaką zdobył już po publikacji Pornografa. Wielu współczesnych było nawet zdania, że pisarz nie był prawdziwym autorem powieści, lecz podpisał swoim nazwiskiem dzieło Diderota lub Pierre'a Beaumarchais, za zgodą autora pragnącego uniknąć kłopotów z cenzurą. Restif de La Bretonne nie zyskał jednak spodziewanej sławy moralisty - jego dzieło zostało uznane za książkę pornograficzną, dla niepoznaki upozorowaną na utwór dydaktyczny.
Zachęcony powodzeniem powieści, jej autor opublikował w 1784 Wieśniaczkę zdeprawowaną – rozwinięcie historii Urszuli.
Do Wieśniaka zdeprawowanego nawiązał Louis-Sébastien Mercier w swoim dziele Obraz Paryża, przedstawiając powieść Restifa de La Bretonne jaką wyśmienitą analizę życia codziennego i obyczajów w stolicy przed rewolucją francuską.